# Zoltán Székely (Violinist)

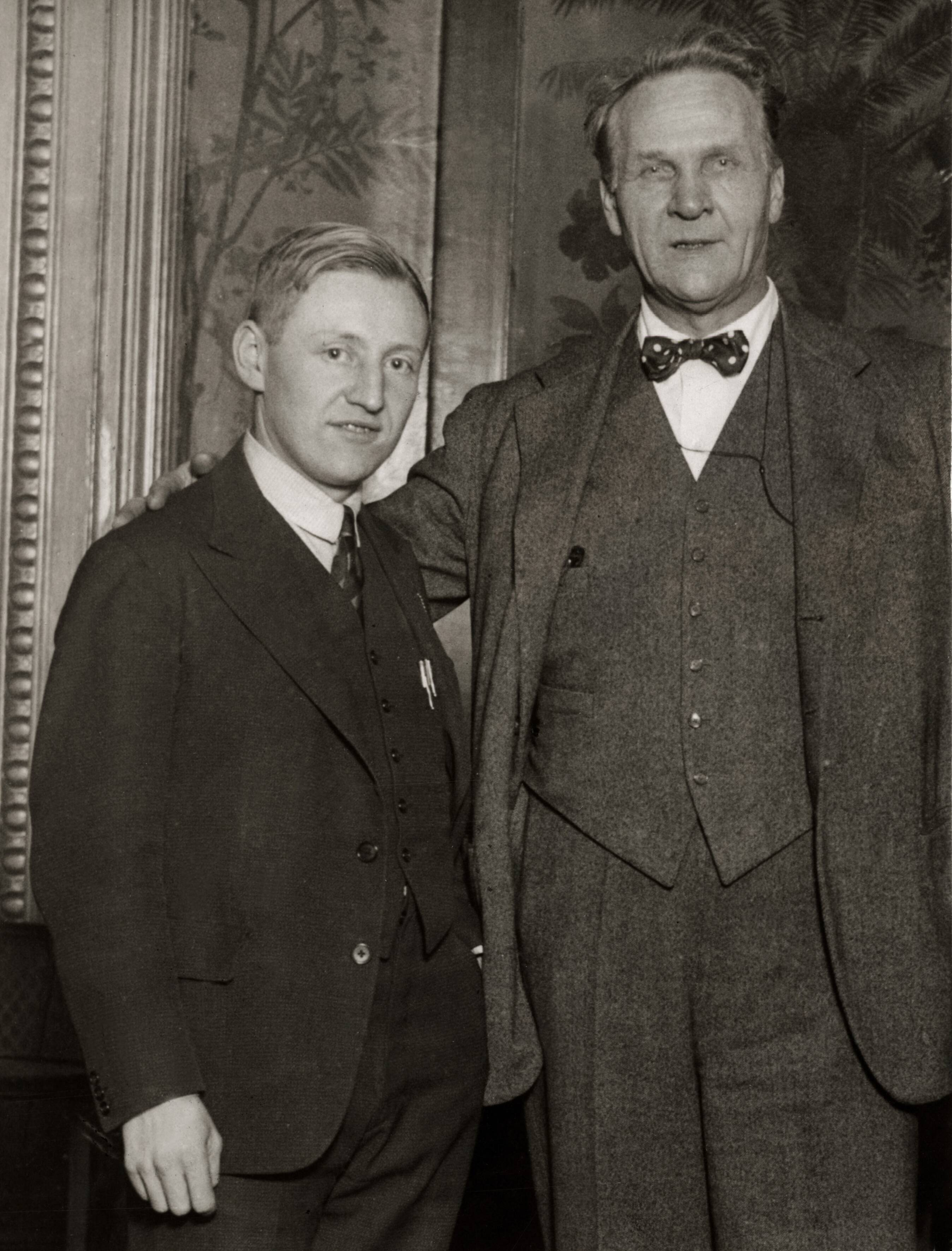
Székely & Schaljapin (1931)

Zoltán Székely (* 8. Dezember 1903 in Kocs, Österreich-Ungarn; † 5. Oktober 2001 in Banff, Alberta, Kanada) war ein ungarischer Violinist und Komponist. Von 1935 bis 1972 war er erster Geiger im Hungarian Quartet.

## Leben
Székely studierte zunächst Komposition und Violine an der Franz-Liszt-Akademie in Budapest. Sein Kompositionslehrer war Zoltán Kodály und bei Jenö Hubay erhielt er seine instrumentale Ausbildung. Im Sommer 1921 begann sein öffentliches Auftreten mit Béla Bartók, in Form von Kammerkonzerten. An diesen richtete er später auch eine Anfrage für ein Violinkonzert, zu der sich Bartók jedoch skeptisch äußerte. Székely war zu jener Zeit bereits nach Holland ausgewandert und Bartók äußerte die Befürchtung, die Tätigkeit im Hungarian Quartet erlaube nicht die Zeit für eine Solotätigkeit. Schlussendlich konnte Székely seinen Freund und Konzertpartner dennoch überzeugen und spielte am 24. April 1939 die Uraufführung des Zweiten Violinkonzerts von Bartók.

## Ehrungen
Im Jahr 1981 verlieh die Franz-Liszt-Akademie eine Ehrenprofessur an Székely. 1982 folgte der Bartók Award, 1983 der Kodály Award und 1987 der Bartók-Pasztory-Preis. Außerdem wurde ihm eine Ehrenflagge durch Gyula Budal, den ungarischen Botschafter in Kanada, zum 80. Geburtstag gewidmet. 2001 wurde zu seinen Ehren der internationale Streichquartett-Wettbewerb in Banff etabliert.